# Пам'ятний знак загиблим військовим льотчикам
Пам'ятний знак загиблим військовим льотчикам було відкрито 9 травня 2011 у Кременчуці Полтавської області біля Музею авіації і космонавтики на вул. Першотравневій, 57-А.
Пам'ятний знак являє собою гранітну брилу, на якій встановлена меморіальна дошка з написом російською мовою: «Житимемо! На згадку про кременчужан, які не повернулися з бойових вильотів, і льотчиків, які загинули при обороні і звільненні Кременчука в період Великої Вітчизняної війни 1941—1945 рр.». Під дошкою встановлені лопаті літака.
Ініціатором відкриття пам'ятного знака, як, власне, й організації самого музею, став активний громадський діяч Анатолій Бишенко. 10 років він проводить власну пошукову роботу, 3 роки діє організація «Кременчуцький музей історії авіації та космонавтики».

## Галерея